# 로버타 윌리엄스
로버타 린 윌리엄스(Roberta Lynn Williams, 결혼 전 성 휴어 Heuer, 1953년 2월 16일 ~ )는 미국의 비디오 게임 디자이너이자 작가로, 남편인 켄 윌리엄스(Ken Williams)와 함께 시에라 온라인을 창립했다. 1980년 첫 게임이자 최초의 그래픽 어드벤처 게임인 《미스터리 하우스》로 상업적인 성과를 거두었으며, 《킹스 퀘스트》 시리즈와 풀 모션 비디오 게임인 《판타스마고리아》를 디자인했다.
《킹스 퀘스트: 마스크 오브 이터니티》 출시 후인 1999년 은퇴하였다. 2021년 역사 소설 《페어웰 투 타라》(Farewell to Tara)를 출간하고 2023년 《콜로설 케이브 어드벤처》의 3D 리메이크인 《콜로설 케이브》(Colossal Cave)로 게임 개발에 복귀했다.
로버타 윌리엄스는 시에라 엔터테인먼트를 창립하고 그래픽 어드벤처 게임 장르를 개척한 것과 《킹스 퀘스트》를 창조한 것으로 비디오 게임 산업의 가장 영향력있는 창작자 중 하나로 여겨진다. 더 게임 어워즈에서 산업 아이콘 상(Industry Icon Award)을, 게임 디벨로퍼스 초이스 어워드에서 개척자 상(Pioneer Award)을 수상했다.